# Giovanni Rodríguez Chavarría
Giovanni Elías Rodríguez Chavarría (San José; 8 de enero de 1936-San José, 4 de septiembre de 2017) fue un futbolista costarricense que se desempeñaba como defensa. Luego fue entrenador del Deportivo Saprissa, ganando los títulos de Primera División de 1976 y 1982 y del AD Municipal Curridabat.

## Trayectoria
Debutó con el Deportivo Saprissa en la Primera División de Costa Rica de la temporada 1954, tras reemplazar a Mario Cordero en un partido contra Cartaginés. Logró ganar con este equipo varios campeonatos nacionales y se retiró el 4 de marzo de 1970.

## Selección nacional
Ganó con la selección de Costa Rica los Campeonatos Centroamericanos y del Caribe de 1960 y 1961 y el Campeonato de Naciones de la Concacaf de 1963. También obtuvo un tercer lugar del Campeonato Panamericano de 1960 y participó en las eliminatorias para la Copa Mundial de 1962.

## Palmarés

### Como jugador

#### Títulos nacionales
| Título               | Equipo   | País       | Año  |
| -------------------- | -------- | ---------- | ---- |
| Torneo de Copa       | Saprissa | Costa Rica | 1956 |
| Primera División     | Saprissa | Costa Rica | 1957 |
| Torneo de Copa       | Saprissa | Costa Rica | 1960 |
| Primera División     | Saprissa | Costa Rica | 1962 |
| Torneo de Copa       | Saprissa | Costa Rica | 1963 |
| Campeón de Campeones | Saprissa | Costa Rica | 1963 |
| Primera División     | Saprissa | Costa Rica | 1964 |
| Primera División     | Saprissa | Costa Rica | 1965 |
| Primera División     | Saprissa | Costa Rica | 1967 |
| Primera División     | Saprissa | Costa Rica | 1968 |
| Primera División     | Saprissa | Costa Rica | 1969 |

#### Títulos internacionales
| Título                                  | Equipo     | Sede        | Año  |
| --------------------------------------- | ---------- | ----------- | ---- |
| Campeonato Centroamericano y del Caribe | Costa Rica | Cuba        | 1960 |
| Campeonato Centroamericano y del Caribe | Costa Rica | Costa Rica  | 1961 |
| Campeonato de Naciones de la Concacaf   | Costa Rica | El Salvador | 1963 |

### Como entrenador
| Título           | Equipo   | País       | Año  |
| ---------------- | -------- | ---------- | ---- |
| Primera División | Saprissa | Costa Rica | 1976 |
| Primera División | Saprissa | Costa Rica | 1982 |